# Меріленд (фільм, 2015)
«Меріленд» (фр. «Maryland») — франко-бельгійський трилер 2015 року, поставлений режисеркою Аліс Вінокур з Матіасом Шонартсом і Діане Крюгер у головних ролях.
Прем'єрний показ стрічки відбувся 16 травня 2015 року в секції Особливий погляд 68-го Каннського кінофестивалю.

## Сюжет
Після повернення з війни в Афганістані Вінсента (Матіас Шонартс) мучать спогади. Йому доручено бути охоронцем Джессі (Діане Крюгер), дружини великого ліванського бізнесмена, у його ж маєтку Меріленд. Вінсента непереборно тягне до жінки, яку він повинен захищати, і разом із цим мучать страхи і галюцинації. Незважаючи на видимий спокій, що панує в Меріленді, Вінсент помічає зовнішню загрозу.

## У ролях
| Матіас Шонартс       | ···· | Вінсент    |
| Діане Крюгер         | ···· | Джессі     |
| Поль Амі             | ···· | Деніс      |
| Заїд Ерруґі-Демонсан | ···· | Алі        |
| Персі Кемп           | ···· | Імад Валід |
| Віктор Понтекорво    | ···· | Том        |
| Майкл Даубер         | ···· | Кевін      |
| Франк Торресільяс    | ···· | Френк      |
| Чемс Еддін           | ···· | Тарік      |
| Філіп Хаддад         | ···· | П'єр Дюрой |

## Визнання
| Нагороди та номінації фільму «Меріленд» | Нагороди та номінації фільму «Меріленд»  | Нагороди та номінації фільму «Меріленд» | Нагороди та номінації фільму «Меріленд» | Нагороди та номінації фільму «Меріленд» | Нагороди та номінації фільму «Меріленд» |
| Рік                                     | Кінофестиваль/кінопремія                 | Категорія/нагорода                      | Номінант                                | Результат                               |                                         |
| --------------------------------------- | ---------------------------------------- | --------------------------------------- | --------------------------------------- | --------------------------------------- | --------------------------------------- |
| 2015                                    | 68-й Каннський кінофестиваль             | Премія Особливий погляд                 | Аліс Винокур                            | Номінація                               |                                         |
| 2015                                    | Стокгольмський міжнародний кінофестиваль | Найкращий фільм                         | Меріленд                                | Номінація                               |                                         |
| 2016                                    | Премія «Люм'єр»                          | Найкраща музика до фільму               | Gesaffelstein                           | Номінація                               |                                         |